# Liste der Baudenkmale in Bad Sachsa
In der Liste der Baudenkmale in Bad Sachsa sind die Baudenkmale der niedersächsischen Gemeinde Bad Sachsa und ihrer Ortsteile enthalten. Der Stand der Liste ist der 5. Mai 2020. Die Quelle der Baudenkmale ist der Denkmalatlas Niedersachsen.

## Allgemein
In den Spalten befinden sich folgende Informationen:
- Lage: die Adresse des Baudenkmales und die geographischen Koordinaten. Kartenansicht, um Koordinaten zu setzen. In der Kartenansicht sind Baudenkmale ohne Koordinaten mit einem roten Marker dargestellt und können in der Karte gesetzt werden. Baudenkmale ohne Bild sind mit einem blauen Marker gekennzeichnet, Baudenkmale mit Bild mit einem grünen Marker.
- Bezeichnung: Bezeichnung des Baudenkmales
- Beschreibung: die Beschreibung des Baudenkmales. Unter § 3 Abs. 2 NDSchG werden Einzeldenkmale und unter § 3 Abs. 3 NDSchG Gruppen baulicher Anlagen und deren Bestandteile ausgewiesen.
- ID: die Objekt-ID des Baudenkmales
- Bild: ein Bild des Baudenkmales, ggf. zusätzlich mit einem Link zu weiteren Fotos des Baudenkmals im Medienarchiv Wikimedia Commons. Wenn man auf das Kamerasymbol klickt, können Fotos zu Baudenkmalen aus dieser Liste hochgeladen werden:

## Liste der Baudenkmale

### Bad Sachsa
| Lage                                                                                             | Bezeichnung                                                                        | Beschreibung | ID       | Bild           |
| ------------------------------------------------------------------------------------------------ | ---------------------------------------------------------------------------------- | --- | -------- | -------------- |
| Am Blumenberg, südlich Walkenrieder Straße am östlichen Ortsausgang 51° 35′ 29″ N, 10° 34′ 35″ O | Gedenksteine (Baudenkmal-Gruppe)                                                   | Kreuzstein und Scheibensteine, sogenannte Pilgersteine. Alle drei Kreuzsteine sind auch als archäologische Denkmale eingetragen. | 34118257 | Weitere Bilder |
| Am Blumenberg, südlich Walkenrieder Straße am östlichen Ortsausgang 51° 35′ 29″ N, 10° 34′ 34″ O | Kreuzstein                                                                         | Einzeldenkmal der Baudenkmal-Gruppe Gedenksteine (ID 34118257) Scheibenkreuz | 34131048 |                |
| Am Blumenberg, südlich Walkenrieder Straße am östlichen Ortsausgang 51° 35′ 29″ N, 10° 34′ 34″ O | Gedenkstein                                                                        | Einzeldenkmal der Baudenkmal-Gruppe Gedenksteine (ID 34118257) Kreuzstein | 34131029 |                |
| Am Weg zum Gipfel des Ravensberg 51° 37′ 21″ N, 10° 31′ 48″ O                                    | Dreiherrenstein                                                                    | Grenzstein des Dreiländerecks Preußen, Braunschweig, Hannover. | 34130984 | Weitere Bilder |
| südöstlich unterhalb Katzenstein an einem Wanderweg 51° 36′ 22″ N, 10° 32′ 8″ O                  | Gedenkstein                                                                        | Gedenkstätte für die Kriegsgefangenen des Zweiten Weltkrieges | 34131007 | Weitere Bilder |
| Am Kurpark 1 51° 35′ 56″ N, 10° 32′ 55″ O                                                        | Wohnhaus (Kurheim)                                                                 | Heute Hotel | 34131086 | Weitere Bilder |
| Am Kurpark 7 51° 36′ 0″ N, 10° 32′ 57″ O                                                         | Villa                                                                              | | 34131113 |                |
| Bismarckstraße 1, Schulstraße 2, Kirchstraße 25/26 51° 35′ 43″ N, 10° 33′ 12″ O                  | Kirchhof Sachsa (Baudenkmal-Gruppe)                                                | Ensemble aus Rathaus mit Nebengebäude, Stadtpark, Pfarrhaus, Kirchhof, Kriegerdenkmal und Kirche | 34118290 | Weitere Bilder |
| Bismarckstraße 1 51° 35′ 44″ N, 10° 33′ 6″ O                                                     | Rathaus (ehemalige Villa)                                                          | Einzeldenkmal der Baudenkmal-Gruppe Kirchhof Sachsa (ID 34118290) | 34132591 | Weitere Bilder |
| Bismarckstraße 1 51° 35′ 43″ N, 10° 33′ 6″ O                                                     | Nebengebäude (ehemalige Villa)                                                     | Einzeldenkmal der Baudenkmal-Gruppe Kirchhof Sachsa (ID 34118290) | 34133356 |                |
| Schulstraße 2 51° 35′ 44″ N, 10° 33′ 10″ O                                                       | Stadtpark: Park                                                                    | Einzeldenkmal der Baudenkmal-Gruppe Kirchhof Sachsa (ID 34118290) | 34133329 | Weitere Bilder |
| Schulstraße 2 51° 35′ 43″ N, 10° 33′ 8″ O                                                        | Stadtpark: Baumbestand                                                             | Einzeldenkmal der Baudenkmal-Gruppe Kirchhof Sachsa (ID 34118290) | 34133462 |                |
| Schulstraße 2 51° 35′ 44″ N, 10° 33′ 10″ O                                                       | Stadtpark: Teich                                                                   | Einzeldenkmal der Baudenkmal-Gruppe Kirchhof Sachsa (ID 34118290) | 34133488 |                |
| Schulstraße 2 51° 35′ 43″ N, 10° 33′ 13″ O                                                       | Bauamt/Forstamt                                                                    | Einzeldenkmal der Baudenkmal-Gruppe Kirchhof Sachsa (ID 34118290), Wohnhaus | 34132619 | Weitere Bilder |
| Kirchstraße 25 51° 35′ 42″ N, 10° 33′ 15″ O                                                      | Pfarrhaus                                                                          | Einzeldenkmal der Baudenkmal-Gruppe Kirchhof Sachsa (ID 34118290) | 34131733 | Weitere Bilder |
| Kirchstraße 26 51° 35′ 42″ N, 10° 33′ 16″ O                                                      | Kirchhof                                                                           | Einzeldenkmal der Baudenkmal-Gruppe Kirchhof Sachsa (ID 34118290) | 34131781 |                |
| Kirchstraße 26 51° 35′ 42″ N, 10° 33′ 17″ O                                                      | Ev.-luth. St.-Nikolai-Kirche                                                       | Einzeldenkmal der Baudenkmal-Gruppe Kirchhof Sachsa (ID 34118290) | 34131759 | Weitere Bilder |
| Marktstraße (Treppenaufgang zur Kirche) 51° 35′ 42″ N, 10° 33′ 18″ O                             | Kriegerdenkmal                                                                     | Einzeldenkmal der Baudenkmal-Gruppe Kirchhof Sachsa (ID 34118290) | 34131896 | Weitere Bilder |
| Bismarckstraße 2/3 51° 35′ 45″ N, 10° 33′ 4″ O                                                   | Bismarckstraße 2, 3 (Baudenkmal-Gruppe)                                            | Ensemble aus zwei Villen in der Bismarckstraße | 34118324 | Weitere Bilder |
| Bismarckstraße 2 51° 35′ 45″ N, 10° 33′ 4″ O                                                     | Villa                                                                              | Einzeldenkmal der Baudenkmal-Gruppe Bismarckstraße 2, 3 (ID 34118324) | 34131205 |                |
| Bismarckstraße 3 51° 35′ 45″ N, 10° 33′ 3″ O                                                     | Villa                                                                              | Einzeldenkmal der Baudenkmal-Gruppe Bismarckstraße 2, 3 (ID 34118324) | 34131229 |                |
| Bismarckstraße 7 51° 35′ 48″ N, 10° 32′ 58″ O                                                    | Villa                                                                              | | 34131253 |                |
| Bismarckstraße 21 51° 35′ 59″ N, 10° 32′ 45″ O                                                   | Villa                                                                              | | 34131278 |                |
| Blücherstraße 4 51° 35′ 59″ N, 10° 32′ 43″ O                                                     | Blücherstraße 4 (Baudenkmal-Gruppe)                                                | Baudenkmalgruppe mit Villa und Gartenpavillon, heute Teil einer Hotelanlage. | 34118424 | Weitere Bilder |
| Blücherstraße 4 51° 35′ 59″ N, 10° 32′ 42″ O                                                     | Villa                                                                              | Einzeldenkmal der Baudenkmal-Gruppe Blücherstraße 4 (ID 34118424) | 34131350 |                |
| Blücherstraße 4 51° 35′ 59″ N, 10° 32′ 44″ O                                                     | Gartenpavillon                                                                     | Einzeldenkmal der Baudenkmal-Gruppe Blücherstraße 4 (ID 34118424) | 34131374 |                |
| Brandstraße 1 51° 35′ 48″ N, 10° 32′ 53″ O                                                       | Villa                                                                              | Zweigeschossiger Fachwerkbau. 1896 von Oskar Koldewey, Oberlehrer an der Rhotert’schen Realschule, als Villa Koldewey errichtet. Die Villa war lange eine Pension. Denkmalschutz besteht seit 1988.                                                                       | 34131414 | Weitere Bilder |
| Brandstraße 14 51° 35′ 53″ N, 10° 32′ 44″ O                                                      | Villa                                                                              | „Villa Reinhardt“, 1897 als Sommerresidenz errichtet von Kommerzienrat Friedrich Wilhelm Reinhardt. | 34131440 | Weitere Bilder |
| Gartenstraße 1 51° 36′ 2″ N, 10° 32′ 39″ O                                                       | Villa                                                                              | | 34131559 |                |
| Hindenburgstraße 51° 35′ 56″ N, 10° 32′ 59″ O                                                    | Hermanns-Quelle                                                                    | Brunnenanlage am Bornweg | 34131605 | Weitere Bilder |
| Hindenburgstraße 5 51° 35′ 52″ N, 10° 32′ 58″ O                                                  | Villa                                                                              | | 34131629 | Weitere Bilder |
| Hindenburgstraße 6 51° 35′ 54″ N, 10° 32′ 57″ O                                                  | Heimatmuseum (Villa)                                                               | | 34131655 | Weitere Bilder |
| Katzenstein 1 51° 36′ 28″ N, 10° 32′ 3″ O                                                        | Ruine Sachsenburg                                                                  | (Bezeichnung oder Koordinate möglicherweise fehlerhaft) | 34138127 | Weitere Bilder |
| Marktstraße 43, 44 51° 35′ 38″ N, 10° 33′ 33″ O                                                  | Marktstraße 43, 44 (Baudenkmal-Gruppe)                                             | | 34118136 |                |
| Marktstraße 46 51° 35′ 39″ N, 10° 33′ 31″ O                                                      | Wohnhaus                                                                           | Einzeldenkmal der Baudenkmal-Gruppe Marktstraße 43, 44 (ID 34118136) | 34132140 |                |
| Moltkestraße 3 51° 35′ 53″ N, 10° 32′ 50″ O                                                      | Villa                                                                              | | 34132234 |                |
| Otto-Kaiser-Weg 4 51° 35′ 58″ N, 10° 33′ 20″ O                                                   | Villa                                                                              | | 34132405 |                |
| Pfaffenberg (Fünf-Minuten-Weg) 51° 35′ 54″ N, 10° 33′ 10″ O                                      | Gedenkstätte                                                                       | Kriegerdenkmal für die Gefallenen des Ersten Weltkrieges | 34132454 | Weitere Bilder |
| Steinaer Straße 49/51, Talstraße 10 51° 35′ 42″ N, 10° 32′ 54″ O                                 | Steinaer Str. 49, 51, Talstr. 10 (Baudenkmal-Gruppe)                               | Ensemble aus drei Villen an der Steinaer Straße und der Talstraße | 34118341 |                |
| Steinaer Straße 49 51° 35′ 42″ N, 10° 32′ 52″ O                                                  | Villa Kulenkampff                                                                  | Einzeldenkmal der Baudenkmal-Gruppe Steinaer Str. 49, 51, Talstr. 10 (ID 34118341) Ehemalige „Villa Kulenkampff“, bis 1986 als „Haus Kulenkampff“ zum Internatsgymnasium Pädagogium Bad Sachsa gehörend.                                                                  | 34132696 |                |
| Steinaer Straße 51 51° 35′ 42″ N, 10° 32′ 56″ O                                                  | Villa                                                                              | Einzeldenkmal der Baudenkmal-Gruppe Steinaer Str. 49, 51, Talstr. 10 (ID 34118341) | 34132720 |                |
| Straße des 20. Juli 1-3 51° 36′ 24″ N, 10° 33′ 54″ O                                             | Ehemaliges Kindererholungsheim des NS-Gaues Weser-Ems, Borntal (Baudenkmal-Gruppe) | Kinderheim im Borntal als Erholungsheim 1937 im Borntal nördlich des Ortes eingerichtet, ab 1944 Unterbringungsort für die mehr als vierzig Kinder der Widerstandskämpfer des 20. Juli um Claus Graf Stauffenberg, nach dem Zweiten Weltkrieg Kinderkrankenhaus bis 1992. | 47010616 | Weitere Bilder |
| Straße des 20. Juli 1 51° 36′ 24″ N, 10° 33′ 55″ O                                               | Haus 1, ehemaliges Kindererholungsheim des NS-Gaues Weser-Ems, Borntal             | Einzeldenkmal der Baudenkmal-Gruppe Ehemaliges Kindererholungsheim des NS-Gaues Weser-Ems, Borntal (ID 47010616), Wohnheim | 47011550 |                |
| Straße des 20. Juli 2 51° 36′ 23″ N, 10° 33′ 54″ O                                               | Haus 2, ehemaliges Kindererholungsheim des NS-Gaues Weser-Ems, Borntal             | Einzeldenkmal der Baudenkmal-Gruppe Ehemaliges Kindererholungsheim des NS-Gaues Weser-Ems, Borntal (ID 47010616), Wohnheim | 47011597 |                |
| Straße des 20. Juli 3 51° 36′ 22″ N, 10° 33′ 54″ O                                               | Haus 3, ehemaliges Kindererholungsheim des NS-Gaues Weser-Ems, Borntal             | Einzeldenkmal der Baudenkmal-Gruppe Ehemaliges Kindererholungsheim des NS-Gaues Weser-Ems, Borntal (ID 47010616), Wohnheim | 47011620 |                |
| Talstraße 1 51° 35′ 41″ N, 10° 33′ 4″ O                                                          | Villa                                                                              | | 34132744 | Weitere Bilder |
| Uffestraße 31, 32 51° 35′ 46″ N, 10° 33′ 19″ O                                                   | Uffestraße 31, 32 (Baudenkmal-Gruppe)                                              | Ensemble aus zwei Wohnhäusern mit Hinterhofbebauung. | 34118307 |                |
| Uffestraße 31 51° 35′ 45″ N, 10° 33′ 19″ O                                                       | Wohnhaus                                                                           | Einzeldenkmal der Baudenkmal-Gruppe Uffestraße 31, 32 (ID 34118307) | 34132955 |                |
| Uffestraße 32 51° 35′ 45″ N, 10° 33′ 19″ O                                                       | Wohnhaus                                                                           | Einzeldenkmal der Baudenkmal-Gruppe Uffestraße 31, 32 (ID 34118307) | 34132979 |                |
| Uffestraße 36 51° 35′ 45″ N, 10° 33′ 21″ O                                                       | Wohnhaus                                                                           | | 34133003 |                |
| Uffestraße 41 51° 35′ 45″ N, 10° 33′ 24″ O                                                       | Wohn-/Geschäftshaus                                                                | | 34133051 |                |
| Waldsaumweg 15 51° 36′ 3″ N, 10° 33′ 25″ O                                                       | Villa                                                                              | | 34133189 |                |

### Neuhof
| Lage                                                             | Bezeichnung                                        | Beschreibung                                                                     | ID       | Bild           |
| ---------------------------------------------------------------- | -------------------------------------------------- | -------------------------------------------------------------------------------- | -------- | -------------- |
| östlich des Ortes an der Harzstraße 51° 34′ 29″ N, 10° 35′ 19″ O | Gefallenen-Gedenkstätte Neuhof (Baudenkmal-Gruppe) |                                                                                  | 34118010 | Weitere Bilder |
| östlich des Ortes an der Harzstraße 51° 34′ 29″ N, 10° 35′ 19″ O | Friedhof Neuhof: Ehrenmal                          | Einzeldenkmal der Baudenkmal-Gruppe Gefallenen-Gedenkstätte Neuhof (ID 34118010) | 34134856 |                |
| Am Neuen Hof/Harzstraße 51° 34′ 16″ N, 10° 35′ 3″ O              | Vorwerk Neuer Hof (Baudenkmal-Gruppe)              | Baudenkmal-Gruppe mit drei Scheunen                                              | 34117992 | Weitere Bilder |
| Am Neuen Hof 10 51° 34′ 15″ N, 10° 35′ 3″ O                      | Neuer Hof: Scheune                                 | Einzeldenkmal der Baudenkmal-Gruppe Vorwerk Neuer Hof (ID 34117992)              | 34134924 |                |
| Harzstraße 51° 34′ 17″ N, 10° 35′ 4″ O                           | Neuer Hof: Scheune                                 | Einzeldenkmal der Baudenkmal-Gruppe Vorwerk Neuer Hof (ID 34117992)              | 34134899 |                |
| Harzstraße 7 51° 34′ 16″ N, 10° 35′ 2″ O                         | Neuer Hof: Scheune                                 | Einzeldenkmal der Baudenkmal-Gruppe Vorwerk Neuer Hof (ID 34117992)              | 34135066 |                |
| Lange Straße 4 51° 34′ 21″ N, 10° 35′ 4″ O                       | Wohnhaus                                           |                                                                                  | 34135115 |                |
| Lange Straße 51° 34′ 22″ N, 10° 35′ 5″ O                         | Lange Straße (Baudenkmal-Gruppe)                   | Kirche, Kriegerdenkmal und Kirchhof                                              | 34117975 |                |
| Lange Straße 9 51° 34′ 23″ N, 10° 35′ 5″ O                       | Kirche St. Antonius                                | Einzeldenkmal der Baudenkmal-Gruppe Lange Straße (ID 34117975)                   | 34135140 | Weitere Bilder |
| Lange Straße 14 51° 34′ 24″ N, 10° 34′ 59″ O                     | Wohnhaus                                           |                                                                                  | 34135188 |                |

### Nüxei
| Lage                                                           | Bezeichnung                              | Beschreibung                                     | ID       | Bild           |
| -------------------------------------------------------------- | ---------------------------------------- | ------------------------------------------------ | -------- | -------------- |
| zwischen WL Steina und alter B 243 51° 34′ 8″ N, 10° 31′ 20″ O | Gedenkstein KZ-Außenlager Mittelbau-Dora | Gedenkstein an das ehemalige KZ-Außenlager Nüxei | 34135281 | Weitere Bilder |

### Steina
| Lage                                                             | Bezeichnung      | Beschreibung | ID       | Bild           |
| ---------------------------------------------------------------- | ---------------- | --- | -------- | -------------- |
| Tettenborner Straße Ecke Wartegasse 51° 35′ 29″ N, 10° 31′ 10″ O | Pestkreuz        | Steinkreuz mit der Jahreszahl 1749 als Erinnerung an eine Pest-Epidemie im Ort. Bezüglich Zweck und Jahreszahl gibt es jedoch Zweifel, da 1749 keine Pest im Ort geherrscht haben soll. Das Steinkreuz ist möglicherweise älter und eher ein Sühnekreuz. Die Zahl 1749 soll eine falsche Ausbesserung der Jahreszahl 1549 sein. | 34136244 | Weitere Bilder |
| Mitteldorf, Am Kirchplatz 1 51° 35′ 35″ N, 10° 31′ 1″ O          | Katharinenkirche | | 34136146 | Weitere Bilder |

### Tettenborn
| Lage                                                                     | Bezeichnung        | Beschreibung | ID       | Bild           |
| ------------------------------------------------------------------------ | ------------------ | --- | -------- | -------------- |
| Klettenberger Straße Ecke Mackenroder Straße 51° 33′ 46″ N, 10° 33′ 4″ O | Meilenstein        | Kilometerstein bzw. Wegweiserstein | 34136575 | Weitere Bilder |
| Hinterstraße 51° 33′ 44″ N, 10° 33′ 16″ O                                | Erbbegräbnis       | Erbbegräbnis der Familie Matthießen auf dem ehemaligen Kirchhof an der Hinterstraße, frühere Rittergutsbesitzer in Tettenborn und Nüxei. | 34136434 | Weitere Bilder |
| Hinterstraße 35 a 51° 33′ 44″ N, 10° 33′ 13″ O                           | Kirche St. Andreas | Kirche aus dem Ende des 13. Jahrhunderts, stand bis 1928 unter dem Patronat des Rittergutsbesitzers                                      | 34136502 | Weitere Bilder |

## Ehemalige Baudenkmale
| Lage                                             | Bezeichnung               | Beschreibung | ID       | Bild           |
| ------------------------------------------------ | ------------------------- | --- | -------- | -------------- |
| Steina, Oberdorf 10 51° 35′ 44″ N, 10° 30′ 55″ O | Wohnhaus                  | Ehemaliges Gasthaus Weißes Ross, zuletzt Wohnhaus. Das leerstehende Fachwerkhaus stürzte am 20. August 2021 zusammen. | 34136197 | Weitere Bilder |
| Steinaer Straße 1 51° 35′ 40″ N, 10° 33′ 6″ O    | Lichtspieltheater Capitol | Ehemaliges Kino Capitol, eröffnet 1932 und im Dezember 1987 wegen Unrentabilität als letztes Kino des Ortes geschlossen. Danach Nutzung als Königreichssaal der Zeugen Jehova, derzeit leer stehend. Im Jahr 1987 hatte das Gebäude Denkmalstatus. |          | Weitere Bilder |